# خانه ضیائیان
خانه ضیائیان اثری مربوط به دوره قاجار است و در شیراز، خیابان قاآنی، کوچه مقنی‌ها، پلاک ۱۲ واقع شده است. این اثر در تاریخ ۲۶ اردیبهشت ۱۳۵۷ با شمارهٔ ثبت ۱۶۰۳ به‌عنوان یکی از آثار ملی ایران به ثبت رسیده است.
این خانه در سال ۱۳۸۳ توسط شهرداری از مالک وقت خریداری شد و پس از آن، با همکاری اداره میراث فرهنگی-اجتماعی مورد مرمت قرار گرفت. بعد از مرمت در سال ۱۳۸۷، کارگاه‌هایی برای هنرهای سنتی در این خانه برگزار گردید. در حال حاضر، این بنای تاریخی به ادارهٔ بازآفرینی محلات شهری شهرداری شیراز تعلق دارد و امکان بازدید از آن وجود دارد.